# سیارک ۲۴۳۵۱
سیارک ۲۴۳۵۱ (به انگلیسی: 24351 Fionawood، نامگذاری:2000AD104) بیست و چهار هزار و سیصد و پنجاه و یکمین سیارک کشف شده‌است که در ۵ ژانویه ۲۰۰۰ کشف شد.
قدر مطلق سیارک برابر ۱۳.۵ است.